# Меластома малабарская
Меласто́ма малаба́рская (лат. Melastóma malabáthricum) — цветковое растение; вид рода Меластома семейства Меластомовые.

## Распространение и среда обитания
Растёт в Китае, Японии, Бирме, Камбодже, Лаосе, Индии, Малайзии, Непале, Филиппинах, Таиланде и Вьетнаме. Обычно встречается на высотах от 100 до 2800 м над уровнем моря, на лугах и в разреженных лесах.

## Ботаническое описание
Привлекает муравьёв-портных, чтобы те отпугивали мелких пчёл рода Nomia. Таким образом открывается возможность для более лёгкого опыления растения крупными пчёлами-плотниками.

## Хозяйственное значение и применение
Меластома малабарская в некоторых частях мира используется в качестве лекарственного растения.
В США объявлен вредным сорняком.